# Cottus kazika
Cottus kazika és una espècie de peix pertanyent a la família dels còtids.

## Descripció
- Fa 30 cm de llargària màxima.[1][2]

## Alimentació
Menja peixos.

## Hàbitat
És un peix demersal i de clima temperat (5 °C-33 °C, 41°N-31°N).

## Distribució geogràfica
Es troba a Àsia: el Japó.

## Observacions
És inofensiu per als humans.